# Фајсал од Саудијске Арабије
Фејсал бин Абдулазиз Ал Сауд (арап. : فيصل بن عبدالعزيز ال سعود Фајсал ибн ʿАбд ал ʿАзиз Ал Суʿуд; 14. април 1906 – 25. март 1975) био је саудијски државник и дипломата који је био краљ Саудијске Арабије од 2. новембра 1964. до његовог убиства 25. марта 1975. Пре него што је преузео дужност престолонаследника Саудијске Арабије од 9. новембра 1953. до 2. новембра 1964. и накратко је био регент свом полубрату краљу Сауду 1964. Био је трећи син краља Абдулазиза ибн Сауда, оснивача модерне Саудијске Арабије, и други од шест Абдулазизових синова који су били краљеви.

## Фејсал као краљ
На власт је дошао након дугогодишње борбе са полубратом Саудом кога је на крају успио прислити на абдикацију. Његову владавину су на унутрашњем плану обиљежила настојања да поправи финансије земље и спроведе одређене реформе, међу којима је било увођење женских школа и телевизије, а чему су се противили конзервативни вјерски кругови, те територијална организација земље која је и данас на снази. На вањском плану је као фанатични антикомунист наставио политику савезништва са САД, истовремено се супротстављајући панарабизму и нудећи као алтернативу панисламизам. У израелско-арапском сукобу је, међутим, стао на страну Палестинаца као и других арапских држава, а што је посебно дошло до изражаја у Јомкипурском рату када је, настојећи натјерати Западни свет да престане подржавати Израел покренуо велики нафтни ембарго који ће довести до Првог нафтног шока. Тај је догађај довео до драматичног повећања цијене нафте, те поставио темеље како данашњег благостања у Саудијској Арабији, тако и модерног свјетског економског поретка темељеног на петродоларима. Убрзо након тога га је у атентату убио његов нећак Фајсал ибн Мусаид.

## Атентат
Фајсал је убијен 25. марта 1975. након атентата на аудијенцији, преминуо је на путу до болнице или убрзо по доласку у болницу. Наследио га је полубрат Халид.
Убица Фејсал ибн Мусаид (1947–1975) био је његов нећак, син његовог полубрата Мусаида (1923–2013). Ухапшен је и проглашен ментално болесним. На судском рочишту које је уследило проглашен је кривим за краљево убиство и јавно обезглављен само неколико сати након пресуде.
Позадина овог чина била је пре много година. Када је 60-их година 20. века у Саудијској Арабији уведена телевизија уз сагласност исламског свештенства, ултраконзервативне снаге у земљи желеле су да то спрече. Тада је група демонстраната покушала да упадне и сруши телевизијски торањ. Али ово је чувала полиција; брат каснијег атентатора је убијен током размене ватре између демонстраната и полиције. Када је позвао краља да казни полицајца који је упуцао његовог брата, Фејсал је стајао чврсто и рекао да је убијени брат погрешио јер је отворио ватру, а полицајац је деловао у самоодбрани.
Због чињенице да се атентатор вратио из САД тек нешто пре злочина и да је претходно посетио главни град Либана (Бејрут) и ДДР, било је разних шпекулација о другим могућим позадинама злочина, које, међутим, никада нису могле бити потврђене.